# Cezar Akačić
Cezar Akačić (Bakar, 29. svibnja 1868. − Zagreb, 6. rujna 1935.) je bio hrvatski pravaški političar.

## Životopis
Rodio se je u Bakru 1868. godine. Studirao je farmaceutiku u Zagrebu. Prihvatio je pravaštvo. U Rijeci je pripadao političkom krugu Frana Supila. Branio je hrvatstvo Rijeke od mađarskih presizanja. Još za vrijeme tiranije bana Khuen-Héderváryja, Akačić je istupao protiv vlasti i mađaronskog nasilništva. Osobito se je borio na području školstva, radeći na otvaranju hrvatske pučke škole u Rijeci. 
Akačić se angažirao u kulturi. Dugo je godina bio članom, tajnikom i odbornikom Hrvatske narodne čitaonice. Bio je aktivan i u sokolskom pokretu. Bio je starješina sokolske župe Sušak-Rijeka i 1906. podstarješina Saveza hrvatskih sokolskih društava. 
Na izborima 1910. izabran je kao kandidat milinovaca u Hrvatsko-slavonsko-dalmatinski sabor.
Na izborima 1913. izabran je kao kandidat milinovaca u Hrvatsko-slavonsko-dalmatinski sabor kao pobjednik u izbornom kotaru Ivancu. 
28. studenoga 1916. održan je sastanak u župnom dvoru sv. Blaža u Zagrebu, kod tadašnjega župnika dr. Svetozara Rittiga. Nazočni, većinom pristaše Starčevićeve stranke prava (milinovci), bili su: biskup Janko Šimrak, Ivica Peršić, Ante Pavelić stariji, Cezar Akačić, Dragutin pl. Hrvoj, Velimir Deželić mlađi i P. Rogulja te Slovenci Anton Korošec i Karl Vertovšek. Na sastanku se je trebalo dogovoriti o usmjeravanju hrvatske i »južnoslavenske« politike u nadolazećim danima. Prema mišljenju prisutnih, rješenje hrvatskoga nacionalno-državnog pitanja ovisilo je uglavnom o tome tko će pobijediti u svjetskom ratu. Točno prosuđujući da će pobijediti sile Antante, odlučili su da će podupirati ideju o oslobođenju »malih« naroda, tj. rušenju Austro-Ugarske Monarhije i stvaranja samostalne države Južnih Slavena. Taj su sastanak pripadnici HKP-a, odnosno Seniorata uzimali kao klicu kasnijemu Narodnom vijeću i »deklaracijskom pokretu« nastalom nakon obznanjenja Svibanjske deklaracije.
Pripadao je maloj skupini hrvatskih političara sposobnih baviti se gospodarskim i socijalnim problemima. Akačić je imenovan za povjerenika hrvatske vlade u sklopu NV SHS, a osim njega povjerenici su bili Franjo Braum, Vilim Bukšeg, Milan Hržić, Milan Krištof, ban Antun Mihalović, Živko Petričić, Đuro Šurmin i Većeslav Wilder). Brzo su svi odbačeni i oduzete su im dužnosti. Od hrvatskih političara koji su i ušli u novu jugoslavensku vladu, većina je dala ostavke Ante Trumbić (nakon potpisivanja Rapallskog ugovora), Vitomir Korać i Živko Petričić (ožujak i travanj 1919.), ostali su F. Poljak i Svetozar Pribićević (glavni nositelj diktatorskog ponašanja na čelu NV SHS).
Jedan je od organizatora Narodnog vijeća u Zagrebu. U Vijeću je obnašao dužnost povjerenika za poštu, brzojav i telefon. Demađarizirao je jezično i kadrovski tu službu te ju pohrvatio. Prebiljegovao je mađarske poštanske marke. Izdavač je prve hrvatske poštanske marke.
Na izbornom plenumu Narodnog vijeća izabran je u jedinici Hrvatska i Slavonija s Rijekom.
Bio je u među organizatorima Hrvatske zajednice političke stranke stranke hrvatskih intelektualaca i bogatijeg građanstva, nastale u Zagrebu 17. srpnja 1919. sjedinjenjem Starčevićeve stranke prava i Napredne demokratske stranke. 
Nakon što je prvi predsjednik Hrvatske zajednice dr Matko Laginja postao ban Hrvatske i Slavonije 22. veljače 1920., na čelo HZ došao je dr Ivan Lorković, a u čelništvo su izabrani dr Milivoj Dežman, dr Đuro Šurmin, Cezar Akačić, dr Svetozar Rittig te dr Franjo Papratović. Pisao je za HZ-ovo glasilo Hrvat.
1919. je godine bio član jugoslavenskog izaslanstva na mirovnoj konferenciji u Parizu te član Privremenoga narodnog predstavništva Kraljevine SHS (1919. – 20.).
Nezadovoljan centralizacijom, nacionalnom unifikacijom koju je sprovodila velikosrpska hegemonistička vlast nove Kraljevine, kao i podređen položaj hrvatskog naroda u koji je bio politikom majorizacije koju su sprovodile vlasti Kraljevine SHS, odbio je lisnicu ministarstva šuma i ruda. Poslije svega povukao se iz politike. 

## Vanjske poveznice
- Narodno vijeće Slovenaca, Hrvata i Srba u Zagrebu 1918-1919., priredili: Marina Štambuk-Škalić i Zlatko Matijević